# Novia de guerra
El término novia de guerra es utilizado para referirse a mujeres extranjeras que contraen matrimonio con personal militar durante épocas de conflicto bélico o durante la ocupación militar de países extranjeros, especial aunque no exclusivamente durante la Primera y Segunda Guerra Mundial.
Uno de los fenómenos de novias de guerra más importantes y mejor documentados es el de los militares norteamericanos que contrajeron matrimonio con señoritas ("Fräuleins") alemanas luego de la Segunda Guerra Mundial. Para 1949, más de 20,000 novias de guerra alemanas habían emigrado a Estados Unidos.
También, se estima que hubo unas "... 15,000 mujeres australianas que se casaron con militares norteamericanos que prestaban servicio en Australia durante la Segunda Guerra Mundial y que se desplazaron luego a Estados Unidos junto con sus esposos".
Personal militar de otros países aliados también contrajeron matrimonio con mujeres de diversos países en que quedaron destinados al final de la guerra, incluida Francia, Italia, Luxemburgo, las Filipinas y Japón.
El mismo fenómeno ocurrió en Corea y Vietnam donde en estas guerras estuvieron involucrados tropas de Estados Unidos y otros soldados anticomunistas. Unas 100,000 novias de guerra GIs dejaron el Reino Unido, 150,000 a 200,000 partieron desde Europa continental, 15,500 desde Australia y 1,500 desde Nueva Zelandia, entre 1942 y 1952.

## Guerra Filipinas-Estados Unidos
A causa de la insurrección filipina, unos pocos militares norteamericanos se desposaron con filipinas, existen registros que se remontan a 1902 en que una de ellas emigró junto con su esposo al Reino Unido. Estas filipinas ya eran ciudadanas norteamericanas, antes de emigrar a Estados Unidos, por lo que su estatus legal era muy distinto del de las inmigrantes asiáticas previas al Reino Unido.

## Novias de la Segunda Guerra Mundial

### Estados Unidos
Durante e inmediatamente después de la Segunda Guerra Mundial, más de 60,000 militares norteamericanos se casaron con mujeres en el extranjero, a ellos se les prometió que sus esposas e hijos recibirían transporte gratis hacia Estados Unidos. La "Operación Novia de Guerra" montada por el Ejército de Estados Unidos, que resultó al transporte de más de 70,000 mujeres y niños, comenzó en Gran Bretaña a comienzos de 1946. El primer grupo de novias de guerras (455 mujeres inglesas con 132 hijos) llegó a Estados Unidos el 4 de febrero de 1946. A lo largo de los años, se estima que unas 300,000 novias de guerra extranjeras se mudaron a Estados Unidos luego de que se aprobara el Acta de las Novias de Guerra de 1945 y sus modificaciones posteriores, de las cuales 51,747 eran filipinas y se estima que unas 50,000 esposas eran japonesas.

### Australia

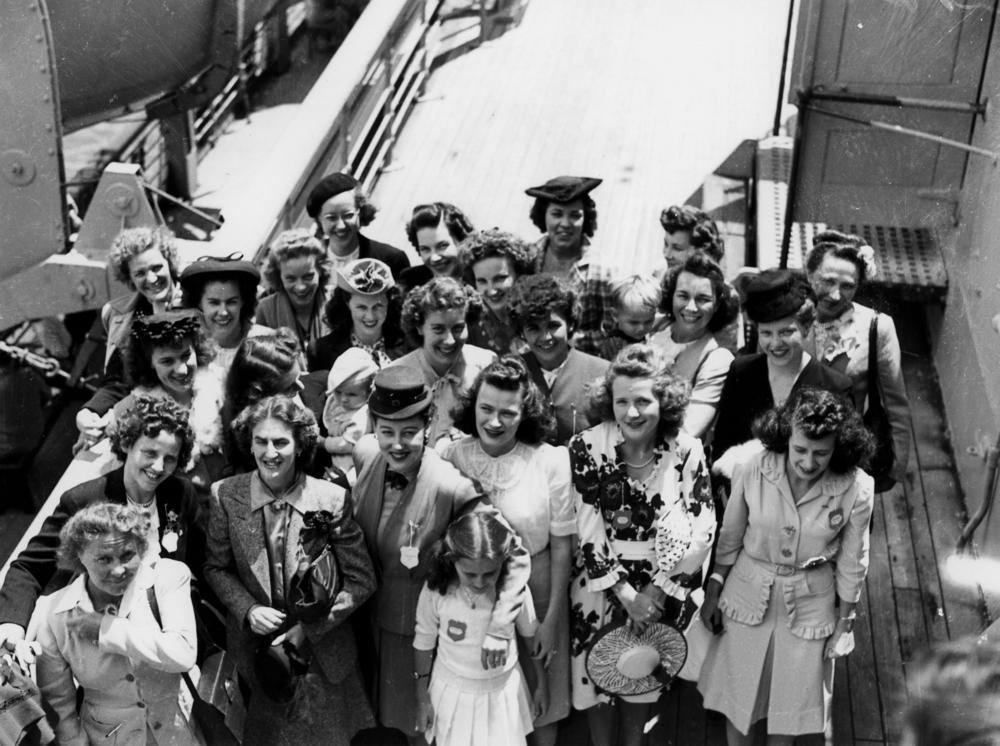
Novias de guerra inglesas que llegaron a Brisbane en octubre de 1945.

Unas 650 novias de guerra japonesas llegaron a Australia luego de la prohibición de inmigración japonesa, la que se puso en efecto al comienzo de la Guerra del Pacífico, y fue eliminada en 1952 cuando entró en vigencia el Tratado de Paz de San Francisco. Ellas se habían casado son soldados australianos que participaron en la ocupación de Japón.

### Canadá
47,783 novias de guerra británicas llegaron a Canadá acompañadas por unos 21,950 niños. A partir de 1939, gran parte de los soldados canadienses estaban en Gran Bretaña. Por lo tanto el 94% de todas las novias de guerra que fueron a Canadá eran británicas. 3,000 llegaron desde los Países Bajos, Bélgica, Terranova y Francia. El primer matrimonio entre un militar canadiense y una novia británica fue registrada en la iglesia de Fanborough en el área Andershot en diciembre de 1939, tan solo 43 días después de que el primer soldado canadiense llegara. Muchas de las novias de guerra emigraron hacia Canadá, a partir de 1944, con un máximo en 1946. El Departamento de Defensa de Canadá creó una agencia especial denominada Canadian Wives' Bureau  con la finalidad de organizar el transporte y proveer asistencia a las novias de guerra en su transición a la vida en Canadá. La mayoría de novias canadienses llegaron a Pier 21 en Halifax, Nueva Escocia, la mayoría en los siguientes buques de transporte de tropas y hospital: Queen Mary, Lady Nelson, Letitia,  Mauretania, y Île de France.

## Referencias

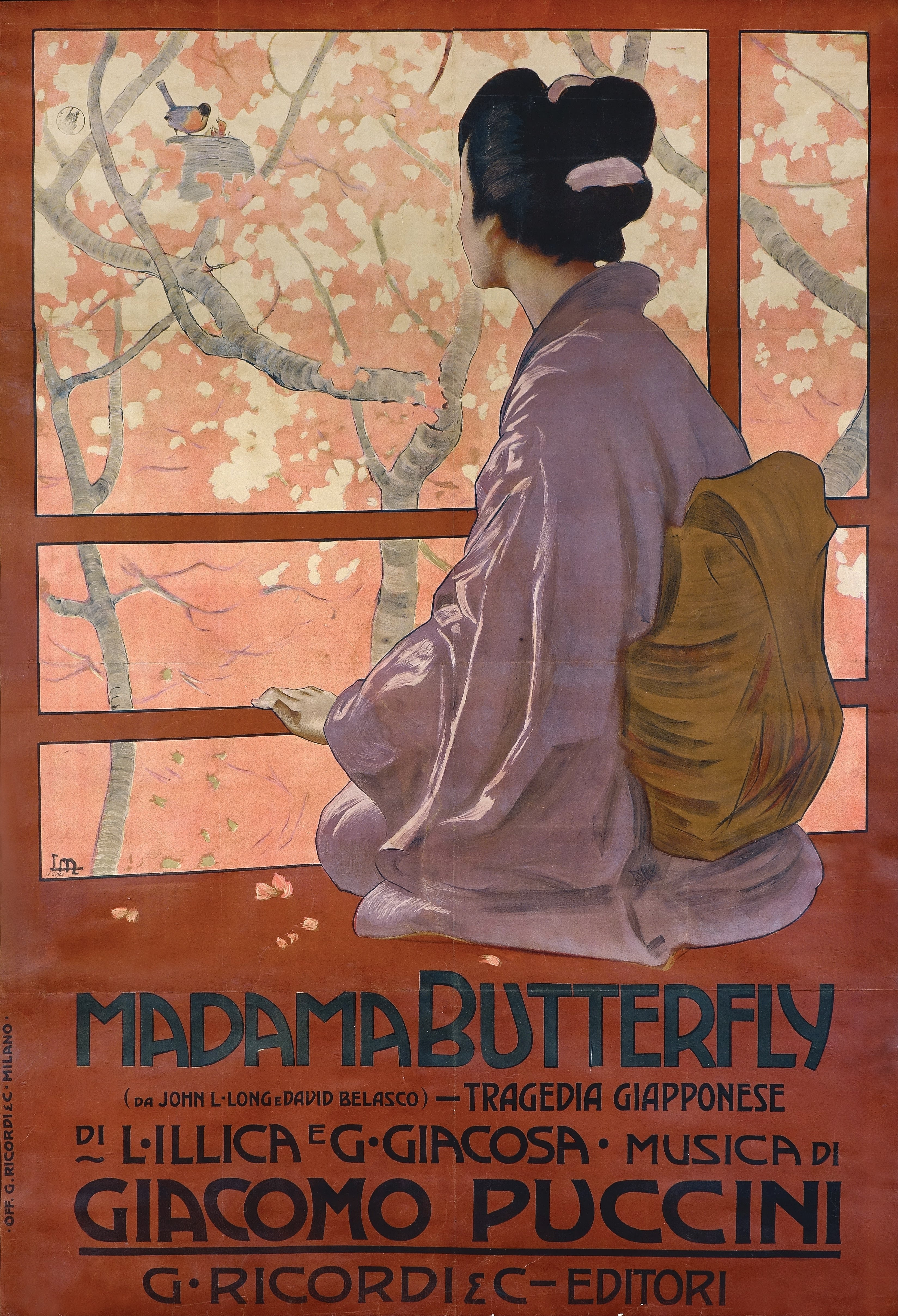
Madama Butterfly, 1904 opera de Giacomo Puccini.

## Filmografía
- Novias de Guerra, - Película muda de Herbert Brenon de 1916, con la actuación de Alla Nazimova
- Yo fue un novio de Guerra, con Cary Grant en el papel de novio de guerra.
- Novia de guerra japonesa - Película de King Vidor de 1952 con Shirley Yamaguchi y Don Taylor.

## Música
- Madame Butterfly - a 1904 opera de Giacomo Puccini sobre una novia niña japonesa abandonada por su esposo, un teniente de la marina de Estados Unidos